# Caleb Followill
Anthony Caleb Followill (Mt. Juliet, Tennessee, 14 de janeiro de 1982), mais conhecido como Caleb Followill, é o vocalista e guitarrista da banda norte-americana de rock alternativo, Kings of Leon. Ele é irmão dos companheiros de banda, o baixista Jared Followill, o baterista Nathan Followill, e é primo do guitarrista Matthew Followill.
Tem uns agudos exóticos e uma beleza considerada conquistadora apesar de desajeitada. O álbum de estreia foi tido pela imprensa inglesa como um dos dez melhores dos últimos dez anos (desde os Strokes) e sua banda ganhou o adjetivo de “notável” do Elton John.

## Biografia
Caleb é filho de Betty Ann e Ivan Leon Followill, um pastor da Igreja Pentecostal Evangelista, que viajou ao redor do sul dos Estados Unidos.
Caleb atualmente é casado com a modelo norte-americana, Lily Aldridge, que apareceu com ele no vídeo da música Use Somebody.

## Curiosidades
- A primeira grande canção dos Kings, de acordo com Caleb, foi “Wicker Chair”, que apareceu na EP Holy Roller Novocaine. “Trey Boyer tocava guitarra enquanto eu e Nathan cantávamos,” diz Caleb, lembrando dos primeiros shows em Nashville. “Um dia ele me ensinou um acorde C, e naquela noite eu tocava, e Jared desceu as escadas e sentou na nossa cadeira branca de vime. Quando Nathan não estava olhando, eu ficava chapado com Jared e tínhamos bons momentos. Então eu me lembro escrevendo as letras de abertura sobre o Jared. ‘In your little White wicker chair, unsuspicious?’ E então eu escrevi o resto da canção sobre meu pai.” Caleb também disse queescreveu “Head To Toe” sobre Matthew, “Razz” sobre Jared, e “Go Fuck Yourself” sobre Nathan.

- Caleb diz que ama America’s Funniest Home Videos, e é versado em todos os programas do gênero culinário.

- O primeiro show de todos dos Kings foi no Smith’s Olde Bar em Atlanta, abrindo para os Skeeters e a estrela country fora da lei Billie Joe Shaver. Coincidentemente, Shaver estrela o filme The Apostle. Caleb compara seu pai ao papel do Robert Duvall naquele filme. “Aquele foi um dos momentos mais assustadores da minha vida toda,” diz Caleb. “Entramos e vimos todos os chapéus de cowboy, e eu literalmente disse aos meninos, ‘Esqueçam esse country. Essa noite, estas canções serão country alternativo.’ E fomos lá e as pessoas estava tirando seus chapéus, falando ‘whooo!’ e adorando, mesmo que estivéssemos vestidos como os New York Dolls. Quando as cortinas feicharam-se, foi como um momento do Dr. Hollywood, saudamos uns aos outros.”

- Caleb Foi eleito o roqueiro mais sexy pelo site de música Gigwise

- Caleb é conhecido como "Tony" para o resto da banda e seus amigos mais próximos.

- Ele tem 1,78m de altura

## Influências
Caleb busca inspiração de nomes como Townes Van Zandt, músico e poeta norte-americano, o guitarrista, cantor e compositor Dave Alvin, o jogador de basquete Reggie Miller, e de bandas como Pearl Jam e Radiohead, a quem ouve regularmente.